# Syrisch-Römisches Rechtsbuch

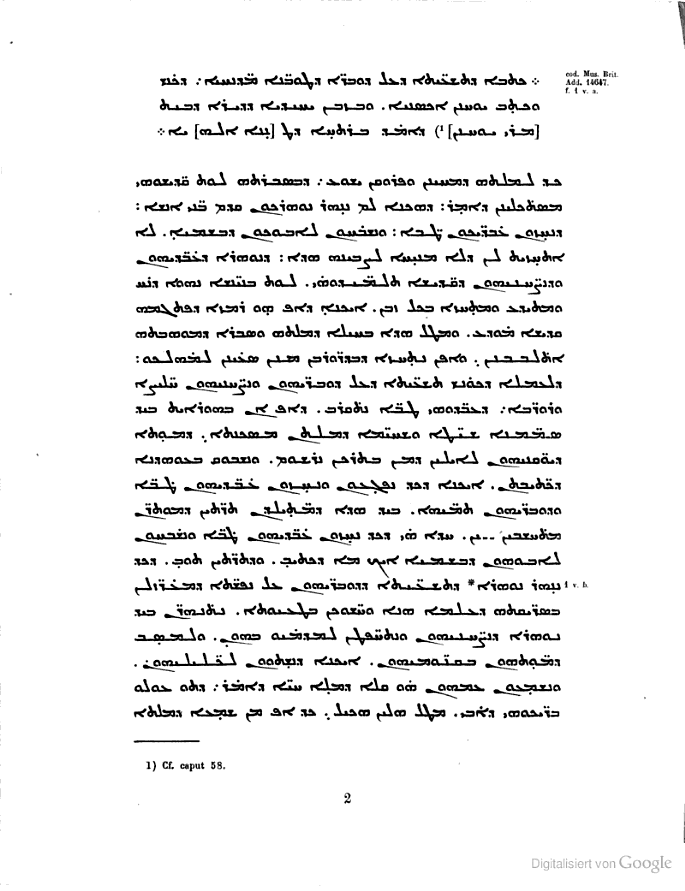
Seite 2 des SRRB in der Ausgabe von Land, 1868

Das Syrisch-Römische Rechtsbuch (SRRB) ist ein juristischer Text der Spätantike.
Er wurde ursprünglich um das Jahr 475 in griechischer Sprache geschrieben. Ob es noch frühere aramäische oder syrische Versionen der in griechischer Sprache vermuteten Vorlage gegeben hat, ist bislang nicht gründlich erforscht. Der Wissenschaft sind zu Beginn des 21. Jahrhunderts nur mehr Versionen in syrischer Sprache bekannt, außerdem in arabischer, armenischer und georgischer Sprache, wobei letztere auf syrischen Fassungen beruhen. Im 7. oder 8. Jahrhundert wurde die syrische Fassung überarbeitet. Die Abfolge der Paragrafen und auch (allerdings nicht grundlegend) der Text wurden verändert, vermutlich auch ein Vorwort vorangestellt, eine Neuübersetzung aus dem Griechischen erfolgte jedoch nicht. Das Werk wird bis in die Neuzeit in einer Reihe von Zitaten erwähnt. Der Text des SRRB trug die Bezeichnungen „Statuta imperatorum“, „Libri basilion“, „Leges Constantini, Theodosii et Leonis“. Wie das Werk ursprünglich benannt war und ob seine Erstfassung überhaupt einen Namen trug, ist nicht bekannt. Seine heutige Bezeichnung beruht auf wissenschaftlichem Konsens.

## Inhalt
Das SRRB befasst sich hauptsächlich mit verschiedenen Bereichen des Zivilrechts wie Erbrecht, Schuldrecht, Sklavenrecht und Eherecht, es wird aber auch Strafrecht behandelt. Zu welchem (staatlichen oder kirchlichen) Bereich die behandelten Normen gehörten, war und ist Gegenstand der wissenschaftlichen Auseinandersetzung: Walter Selb (1928–1994) hat im Anschluss an Carlo Alfonso Nallino (1872–1938) die Auffassung vertreten, es handle sich um (reines) römisches Recht, wie es tatsächlich seit der Constitutio Antoniniana im gesamten Gebiet des römischen Reiches Geltung beanspruchte. Die Auffassung, das SRRB enthalte oströmisches Landrecht oder orientalisches Kirchenrecht wird von ihm abgelehnt. Dass das Werk über Jahrhunderte hauptsächlich in Klosterbibliotheken im Kontext des Kirchenrechts überliefert wurde, bildet für sich allein keinen Hinweis auf den Inhalt des Textes. Hinsichtlich des Einflusses orientalischer Rechte wird in der Literatur die Auffassung unterstützt, wonach Einflüsse des Orients im Zusammenhang mit dem SRRB (für die Betrachtung des ursprünglichen Textes) „vergessen“ werden sollten. Für spätere Versionen des Textes sollten diese Einflüsse aber nicht ganz aus den Augen verloren werden.

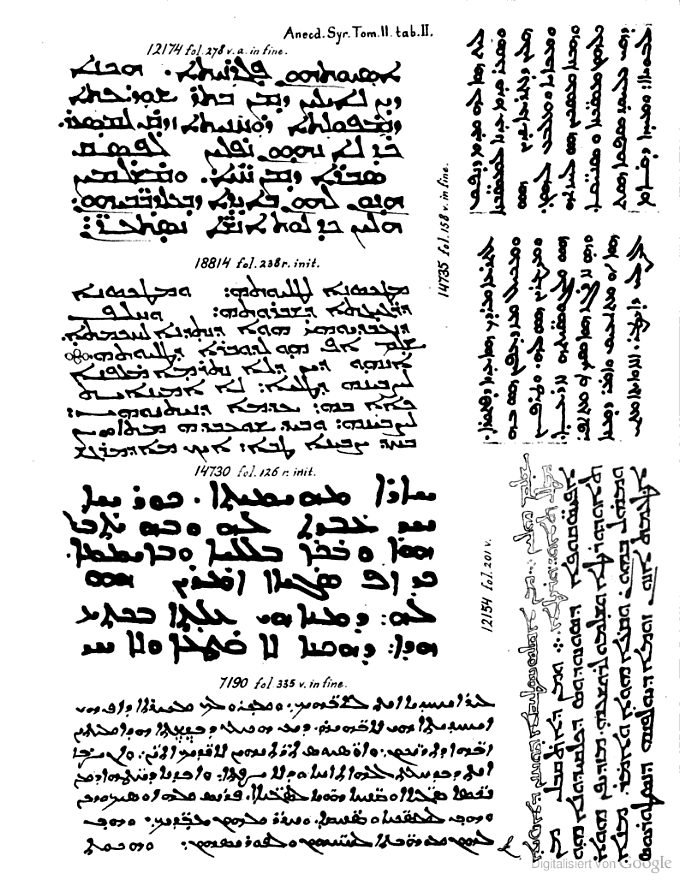
Schreibvarianten zum SRRB in der Ausgabe von Land, 1868

Welchen Zweck der Text des SRRB ursprünglich hatte, war bisher nicht feststellbar: Es wird nach dem Stand der Forschung nicht als Gesetzbuch gesehen, sondern dem Rechtsunterricht zugeordnet. Ob es sich allerdings um ein Lehrbuch oder sonstige Studienunterlage handelt oder um eine Art (allenfalls später ergänzte) „Vorlesungsmitschrift“, die ihrerseits wieder Arbeitsunterlage sein hätte können, ist offen. Nach den Autoren der Ausgabe des SRRB 2002 ist das Werk im Rechtsunterricht entstanden und sollte den Studenten das römische Recht, insbesondere Kaiserkonstitutionen, erläutern. Dabei hätten die Studenten den Normtext vor sich gehabt. Als Ort des Rechtsunterrichts vermuten diese Autoren eher Antiochia als Beirut. In einer späteren Publikation wird als Autor ein Lehrer an einer Rechtsschule im syrischen Raum vermutet, vielleicht in Berytos, wie die Stadt Beirut von den Griechen genannt wurde. Ein anderer Autor sieht den Text des SRRB als Unterlage für das fünfte Studienjahr, als man die Kaiserkonstitutionen anhand der verfügbaren Kodizes las, studierte und interpretierte. In einer weiteren Publikation wird zur Diskussion gestellt, das Syrisch-Römische Rechtsbuch könne auch ein Text für den Rechtsunterricht sein, der auf Unterlagen für Anfängerkurse aufbaute und bei dem unproblematische Texte von vornherein ausgeschieden blieben.

## Publikationsgeschichte in der Neuzeit
Die Existenz des SRRB war lange Zeit zwar durch Zitate in der Rechtsliteratur belegbar, aber weithin unbekannt. Eine erste Textausgabe erschien 1868 von Jan Pieter Nicolaas Land, eine weitere 1880 von Karl-Georg Bruns und Eduard Sachau. Diese ersten Ausgaben geben das SRRB in der Textfassung der Handschrift „L“ wieder (London: British Library Add. 14,528). Später wurden weitere Texte des SRRB veröffentlicht, von Arthur Võõbus auch einschließlich englischer Übersetzungen, und erste fachjuristische Bewertungen publiziert. Diese Ausgaben behandeln teilweise allerdings die Sententiae Syriacae, die in Handschriften mehrfach unmittelbar vor dem SRRB enthalten sind, aber ein eigenständiges Werk bilden, unerkannt als Teil des SRRB.
Das SRRB wurde im Jahr 2002 von Walter Selb und Hubert Kaufhold in einer dreibändigen Ausgabe im Verlag der Österreichischen Akademie der Wissenschaften neu herausgegeben und eingehend kommentiert. Selb und Kaufhold waren einerseits Spezialisten für römisches Recht und antike Rechtsgeschichte, sie beherrschten aber auch die syrische Sprache und Schrift und waren somit bei der Bearbeitung des Textes nicht auf Übersetzungen und Transkriptionen angewiesen. Dadurch konnten Missverständnisse bei der Bewertung juristisch relevanter Ausdrücke vermieden werden. Kleinere ergänzende Anmerkungen und Textkorrekturen sind enthalten in der Rezension dieses Werkes in der Savigny-Zeitschrift für Rechtsgeschichte.
Die Neuausgabe enthält im ersten Band die Geschichte der wissenschaftlichen Beschäftigung mit dem SRRB und behandelt die Versionen der Paragrafenreihenfolge. Weiters enthalten sind Angaben über Handschriften, Ausgaben, Übersetzungen, Zitate in anderen Werken, ein syrisch-deutsches Glossar sowie Angaben über die Textzeugen in arabischer, armenischer und georgischer Sprache. Das syrische Wörterbuch allein umfasst in diesem Band fast vierzig Seiten. Der zweite Band enthält den textkritisch bearbeiteten syrischen Text mit deutscher Übersetzung (es sind zehn syrische Handschriften bekannt und allein 60 Handschriften der armenischen Version). Der dritte Band, der grundlegend von Walter Selb erstellt wurde, enthält den rechtshistorischen Kommentar.
Die Neuedition des SRRB war ein Thema, mit dem sich Walter Selb bereits seit seiner Studienzeit beschäftigte. Er hatte sich 1962 mit einer Arbeit über dieses Thema habilitiert und 1965 einen Aufsatz darüber publiziert. Die Arbeiten an der Neuedition des SRRB liefen ab 1965 über Jahrzehnte, begleitet von weiteren Arbeiten der Herausgeber über syrische Rechtstexte, wie zum Beispiel den Sententiae Syriacae oder der Rechtssammlung des Gabriel von Baṣrā. Beim Tod Walter Selbs am 2. Juni 1994 war das Werk weit fortgeschritten, die Jahre danach brachten die Übertragung des syrischen Textes in eine druckfertige Form und die Endredaktion des Manuskriptes.

## Rezeption, Fortwirken
Von der Entstehung und dem ursprünglichen Zweck des Textes zu trennen ist dessen Überlieferung im Rahmen der orientalischen Kirchen und dessen spätere etwaige Verwendung als Rechtsbuch. Ob das SRRB in der kirchlichen Gerichtsbarkeit der orientalischen Kirchen verwendet wurde, ist dabei unsicher.
Das SRRB spielte nach seinem Bekanntwerden im Westen Europas im 19. Jahrhundert eine wichtige Rolle in den Debatten um Reichsrecht und Volksrecht, so der Titel eines Buches von Ludwig Mitteis, in der Frage nach einer Antiken Rechtsgeschichte und um die Vulgarisierung des römischen Rechts. Im Kern drehte sich die Debatte darum, wie man Aussagen des SRRB, die man nicht für ohne weiteres mit dem römischen Recht vereinbar hielt, einordnen sollte. So erblickte man in solchen Aussagen altes ursprüngliches orientalisches Recht, griechisches Recht als Ausdruck der Hellenisierung Syriens oder römisches Vulgarrecht als Folge nachlassender Rechtskenntnis.
Neuere Forschungsansätze, insbesondere Selbs, versuchen, zunächst sich über den Text als solchen klar zu werden. Dabei zeigt sich, dass der Text gar nicht Normen wiedergeben will, also auch nicht an anderen Normtexten des römischen Rechts gemessen werden kann, sondern aus dem Rechtsunterricht stammt. Der Lehrer greife Einzelfragen auf, die sich aus den dem Studenten vorliegenden Normtext ergäben, diesen aber nicht vollständig erfassen sollen. Das Zurückbleiben des Textes hinter den Anforderungen an einen Normtext ergebe sich also aus der pädagogischen Absicht des Verfassers, schließt aber nicht aus, das SRRB als Quelle des römischen Rechts zu begreifen.
Theo Mayer-Maly verweist auf das SRRB in seiner 2003 erschienenen rechtsgeschichtlich-bibelkundigen Publikation im Zusammenhang mit der Behandlung von Schatzfunden. Teilweise wird das SRRB als Rechtsspiegel eingeordnet, diese Einordnung bleibt jedoch umstritten.

## Ausgaben
- Walter Selb, Hubert Kaufhold: Das Syrisch-römische Rechtsbuch. Band I: Einleitung, Band II: Text und Übersetzung, Band III: Kommentar. Österreichische Akademie der Wissenschaften. Denkschriften der philosophisch-historischen Klasse Nr. 295. Veröffentlichungen der Kommission für Antike Rechtsgeschichte 9. Verlag der Österreichischen Akademie der Wissenschaften. Wien 2002. ISBN 3-7001-3007-4.
- Arthur Võõbus: The Syro-Roman lawbook. The Syriac text of the recently discovered manuscripts accompanied by a facsimile edition and furnished with an introduction and translation. Volume I: The Syriac text with an introduction. Eesti Usuteadlaste Selts Paguluses toimetused = Papers of the Estonian Theological Society in Exile – PapETSE. Scholarly series. Band 36. Stockholm 1982. Volume II: A translation with annotations. PapETSE, Scholarly series. Band 39. Stockholm 1983.
- Arthur Võõbus: The Synodicon in the West Syrian tradition. Volume I/1: Syriac text. In: Corpus Scriptorum Christianorum Orientalium – CSCO 367, Scriptores Syri 161. Verlag Peeters, Löwen 1975. ISBN 978-90-429-0408-8 (ISBN nachträglich vergeben, nicht allgemein verwendbar). Volume I/2: English translation. CSCO 368, Scriptores Syri 162. Verlag Peeters, Leuven/Louvain 1975. ISBN 978-90-429-0409-5. Volume II/1: Syriac text. CSCO 375, Scriptores Syri 163. Verlag Peeters, Leuven/Louvain 1976. ISBN 978-90-429-0416-3. Volume II/2: English translation. CSCO 376. Scriptores Syri 164, Verlag Peeters, Leuven/Louvain 1976. ISBN 978-90-429-0417-0.
- Karl Georg Bruns, Eduard Sachau: Syrisch-römisches Rechtsbuch aus dem fünften Jahrhundert. Aus den orientalischen Quellen herausgegeben, übersetzt und erläutert. 2. Neudruck der Ausgabe Leipzig, Brockhaus, 1880. Scientia-Verlag Aalen 1985. ISBN 3-511-00016-5.
- Jan Pieter Nicolaas Land: Anecdota syriaca. Collegit, edidit, explicuit. In: Joannis Episcopi Ephesi Monophysitae Scripta historica quodquod adhuc inedita supereant Syriacae edidit. Anecdoton syriacorum tomus secundus. Lugduni Batavorum, apud E. J. Brill. Academiae typographum, MDXXXLVIII (Originalexemplar der Harvard University im Internet in der Google-Buchsuche verfügbar).